# Фукс, Антон (писатель)
Анто́н Фукс (нем. Anton Fuchs; 20 января 1920, Вена — 24 августа 1995, Клагенфурт) — австрийский писатель

, литературный критик, эссеист.

## Биография
Родился в семье торговца. Окончил академическую гимназию. Участник Второй мировой войны. Служил солдатом вермахта. В сентябре 1944 года дезертировал в Нидерландах.
После окончания войны изучал медицину, немецкую филологию и философию в Венском университете. С 1957 по 1972 год был сотрудником Международного агентства по атомной энергии в Вене.
С 1972 года жил в Клагенфурте-ам-Вёртерзе. Занимался литературной деятельностью. Будучи специалистом по языку, печатался в Klagenfurter Stadtblatt.
Лауреат нескольких литературных премий.

## Творчество
Автор романов, эссе, критических статей.
Дебютировал как прозаик, опубликовав свой первый роман «С утра до ночи», написанный в жанре литературы ужасов и фэнтези, захватывающая политическая история, которая привлекла к себе внимание читателей. Его роман «Дезертир» воссоздаёт о ужасную картину войны.

## Избранные произведения
- Vom Morgen in die Nacht, Wien 1968
- Imaginäre Berichte, Wien 1974
- Herbert Strutz, Klagenfurt 1977
- Auf ihren Spuren in Kärnten, Klagenfurt 1982
- Flaschenpost, Salzburg 1985
- Deserteur, Klagenfurt 1987
- Spuren, Marburg 1989
- Ein verlorener Hafen, Lahnstein 1998
- Nächtliche Begegnungen, Weitra 1999
- Still. Leben, Weitra 2011

## Награды
- Премия Венского художественного фонда (1967)
- Премия Теодора Кёрнера (1974, 1986)
- Литературная премия имени Kogge (1989)